# Grań Hrubego

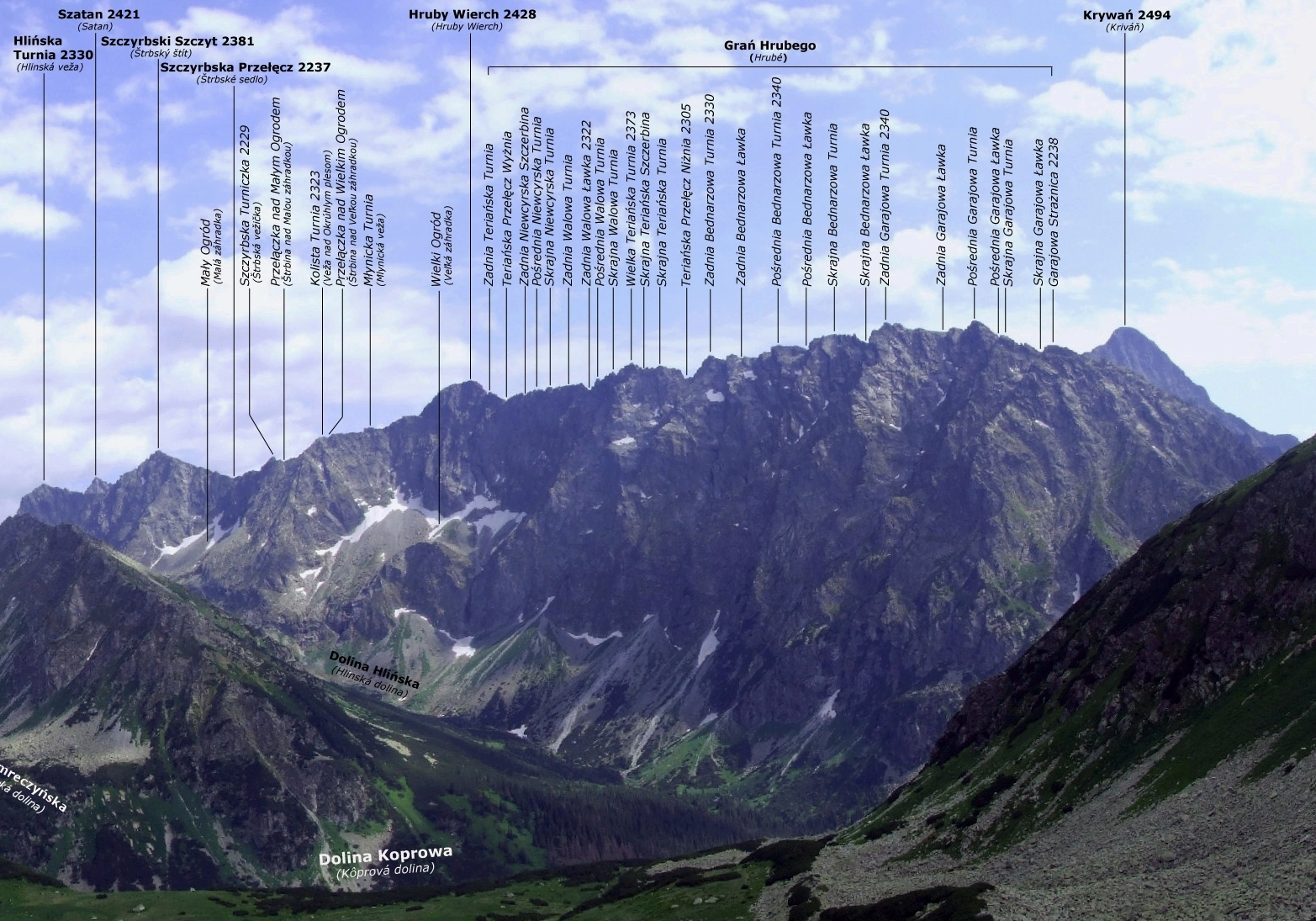
Widok z Zaworów

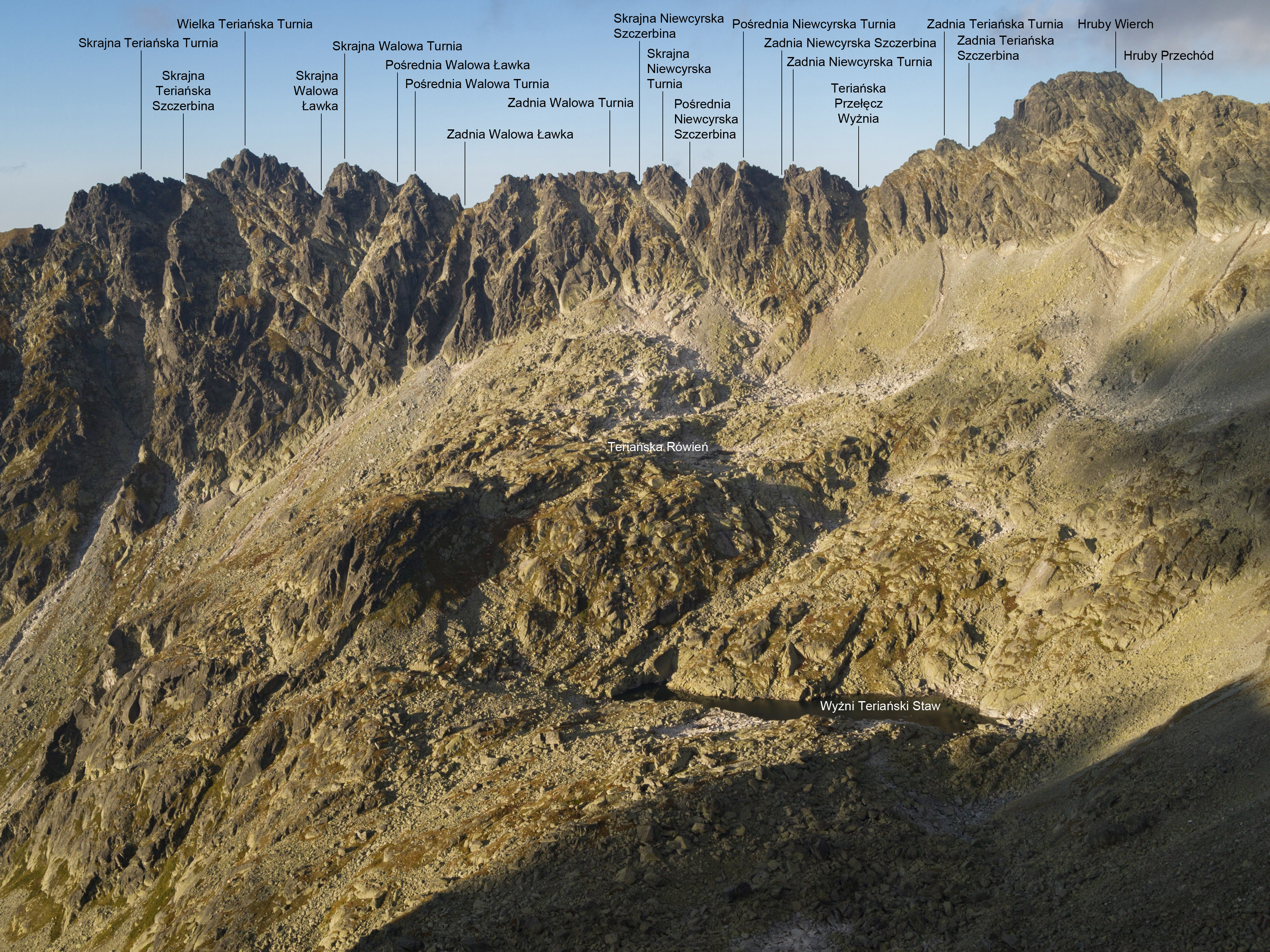
Wschodnia część Grani Hrubego (Teriańskie, Walowe i Niewcyrskie Turnie) ponad górnymi piętrami Niewcyrki

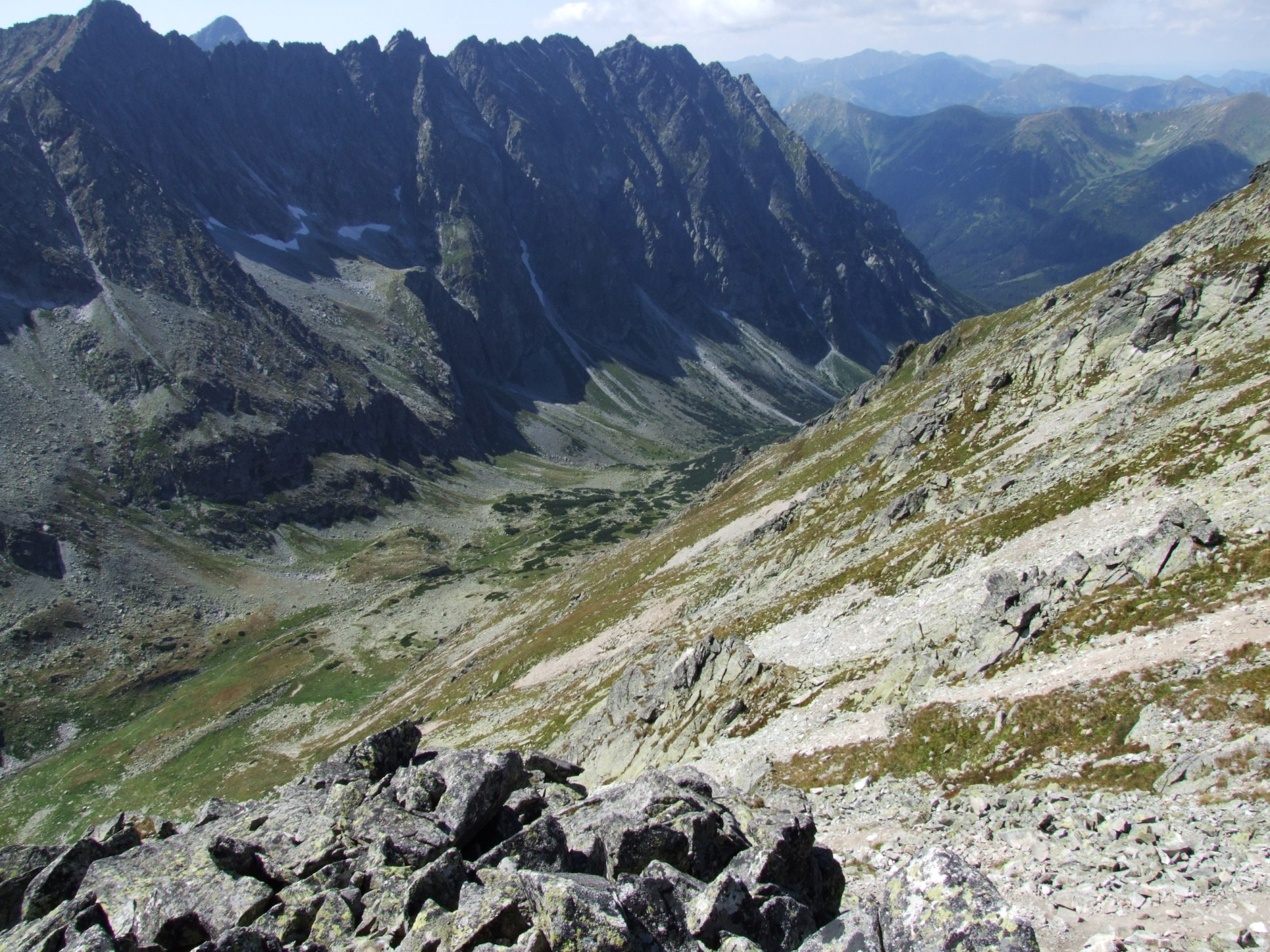
Grań Hrubego, widok z Koprowej Przełęczy

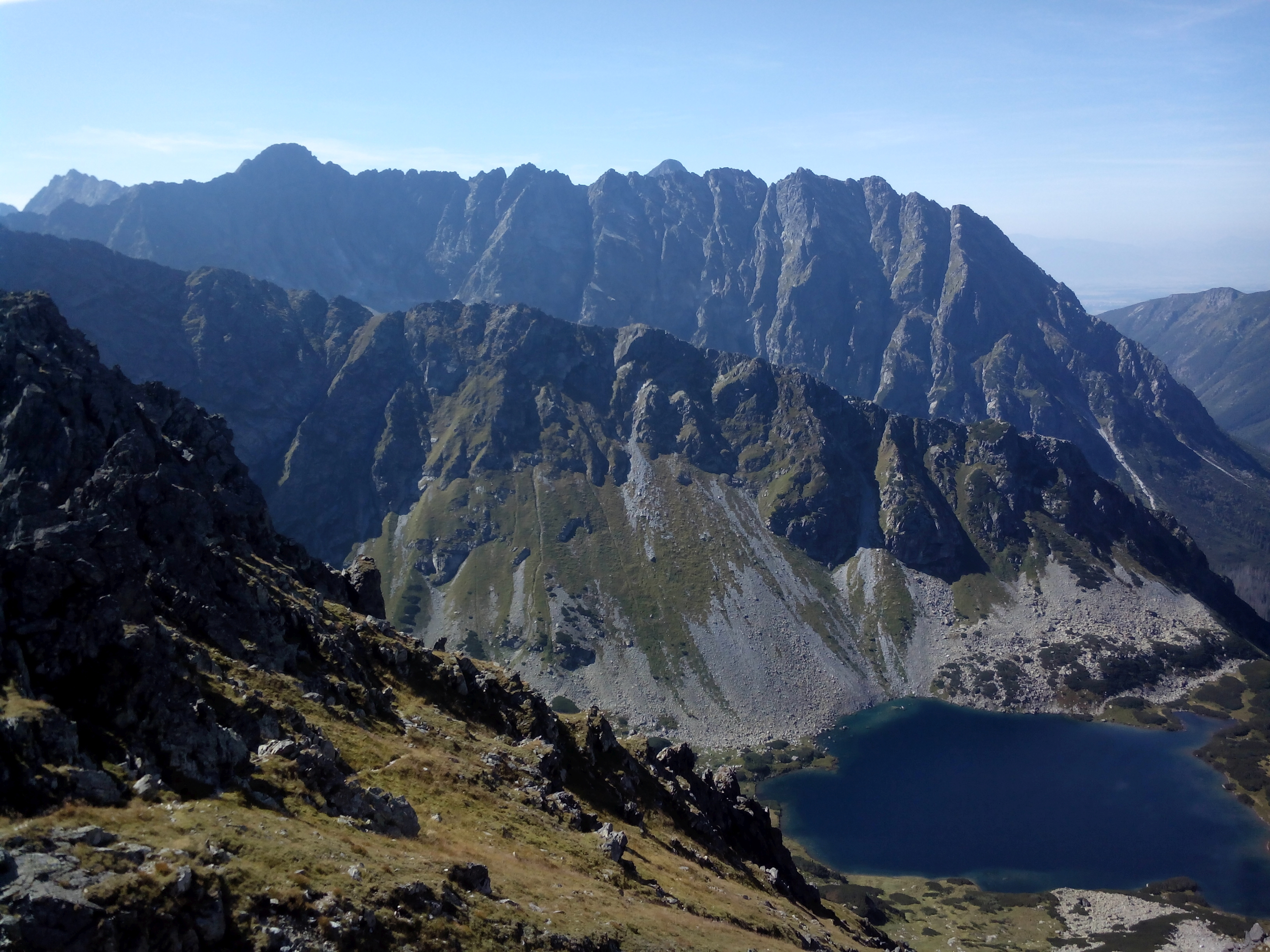
Widok od północy

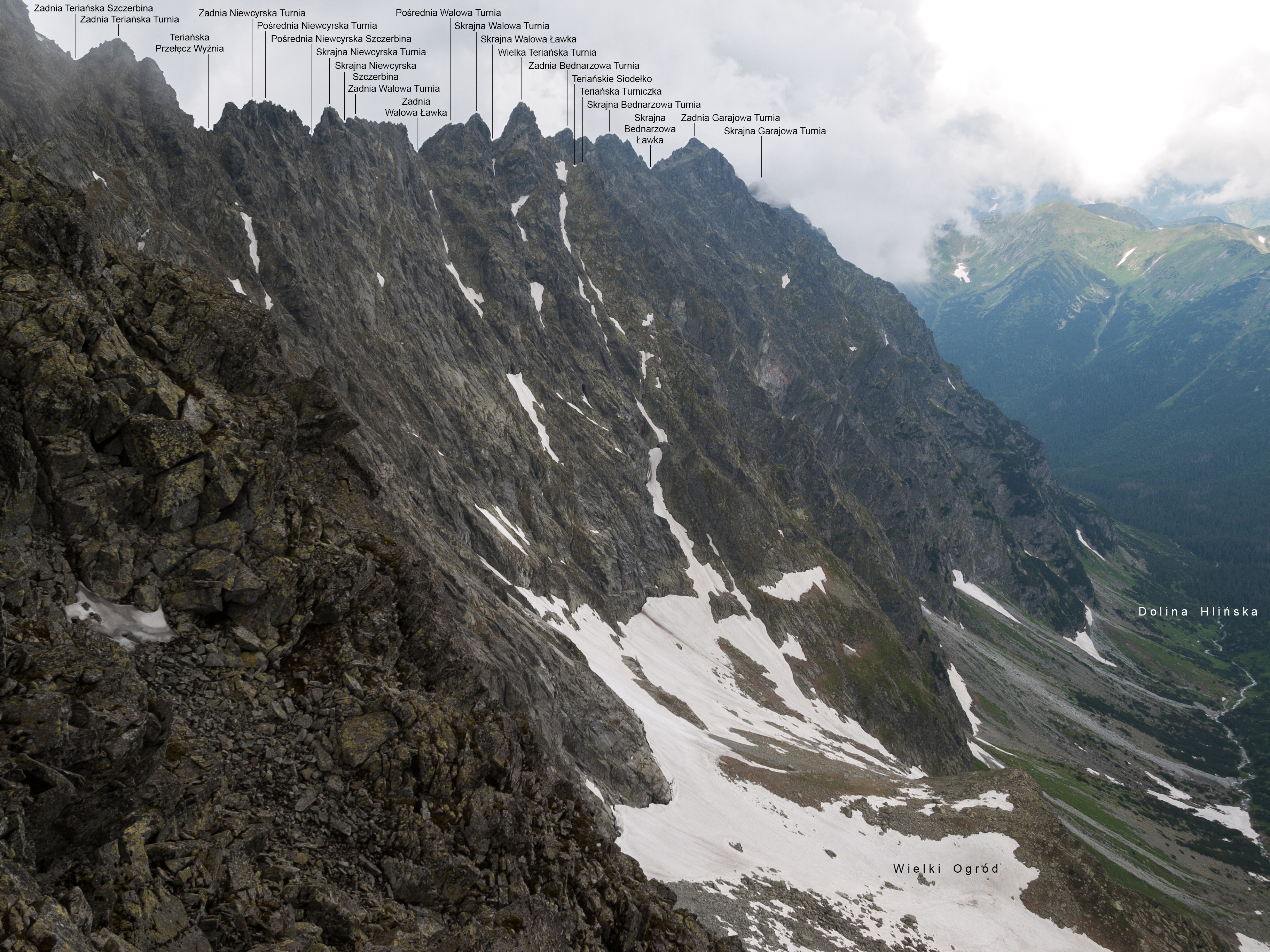
Wschodnia część Muru Hrubego

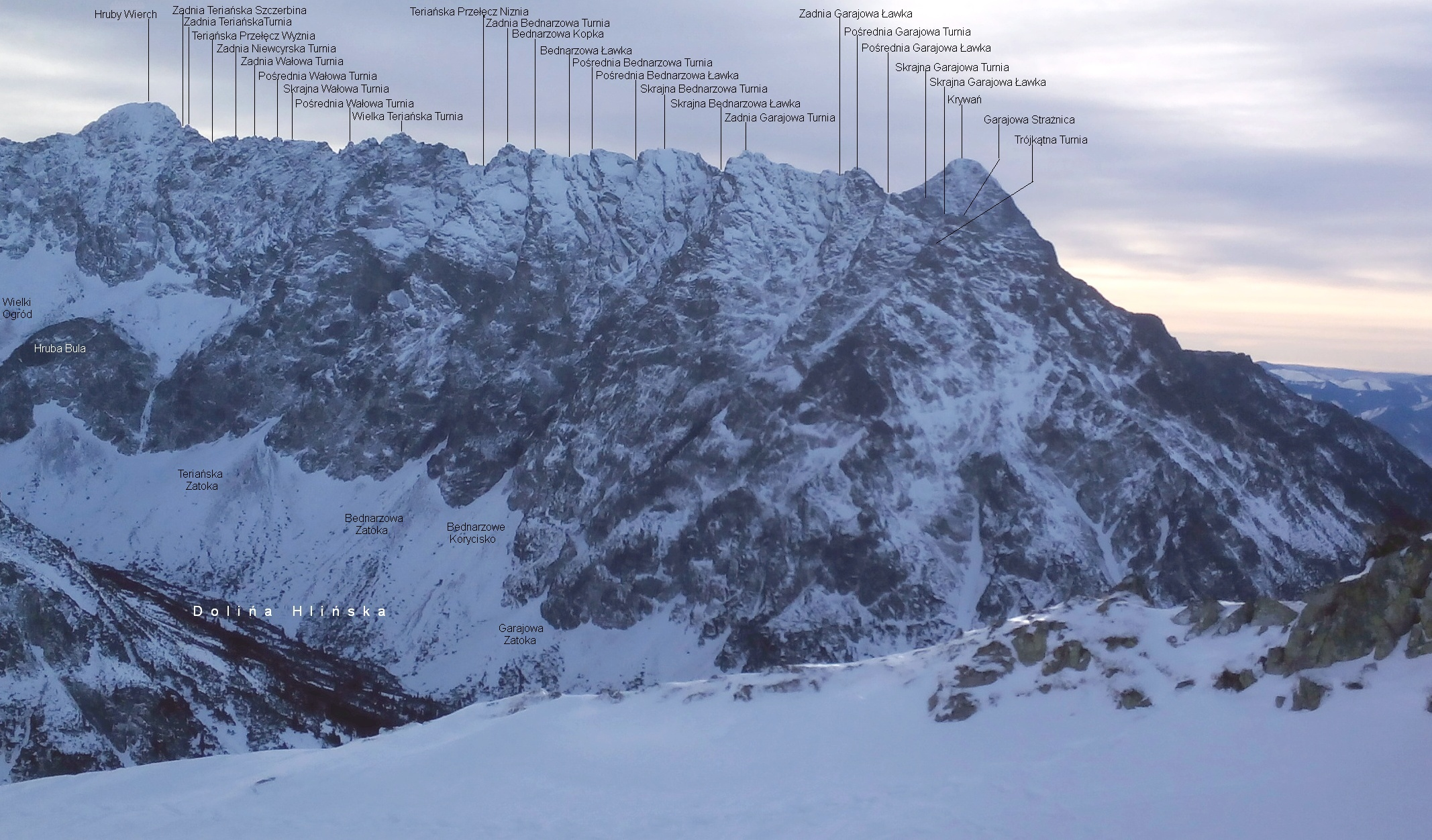
Widok od północy

Grań Hrubego(niem. Breiter Kamm, słow. Hrubé, węg. Hrubo-gerinc), w lokalnym dialekcie liptowskim Hrubô) – grań w słowackich Tatrach Wysokich, odchodząca od głównej grani odnogi Krywania w wierzchołku Hrubego Wierchu w kierunku północno-zachodnim (dokładniej ku NWW).

## Ogólny opis
Grań oddziela Dolinę Hlińską od doliny Niewcyrki i na długości około 2 km jest niemal pozioma. Jej północne ściany (od strony Doliny Hlińskiej) tworzą wysoki (od 400 m na wschodzie do około 600–700 m na zachodzie) i urwisty mur skalny, jeden z najbardziej masywnych w Tatrach i mocno zaznaczający się w krajobrazie (szczególnie od strony polskiej). Pozębiony i niemal poziomy odcinek Grani Hrubego ku zachodowi kończy Garajowa Strażnica. Dalej grzbiet górski szybko obniża się i rozgałęzia na kilka grzęd, schodzących nisko do Doliny Koprowej i doliny Niewcyrki.
Pierwotną nazwą w rejonie jest jednowyrazowe określenie grani jako całości (hrube po spolszczeniu jak i w góralszczyźnie oznacza grube, masywne), od której dopiero nazwano sam Hruby Wierch jako najwyższe wzniesienie tej grani.
Cała grań dzieli się na trzy odcinki, różniące się ukształtowaniem:
- od Hrubego Wierchu do Teriańskiej Przełęczy Wyżniej – dość trudny do przejścia odcinek o mocno eksponowanych ścianach, od strony północnej stosunkowo najniższych (ok. 400 m),
- pomiędzy Teriańską Przełęczą Wyżnią a Teriańską Przełęczą Niżnią – mocno poszarpana grań opada urwiskami (od strony północnej blisko 600-metrowymi) do obu dolin,
- ściany trzeciego odcinka zachowują surowy charakter i najwyższą wysokość (600–700 m) od strony północnej (Doliny Hlińskiej), a do doliny Niewcyrki schodzą znacznie łagodniejszymi, trawiasto-skalistymi stokami (choć i tam występują trudności)[4].

## Obiekty w grani
W Grani Hrubego, poza zwornikowym wierzchołkiem Hrubego Wierchu, znajduje się 17 nazwanych turni i kulminacji, oddzielonych od siebie stosowną liczbą przełęczy bądź płytszych wcięć. Cała grań ma wyrównany charakter, stąd względne relacje wysokościowe poszczególnych wzniesień nie były w literaturze jednoznaczne i w kolejnych publikacjach ulegały drobnym zmianom, czasem przeciwstawnym. Wysokości większości obiektów w grani były jedynie oszacowane metodą barometryczną. Poniższe wartości zaczerpnięto z wykonanych w 2018 roku pomiarów lidarowych, które pozwoliły na dokładne określenie wysokości wszystkich wierzchołków i wcięć. 
W kierunku od wschodu na zachód w grani Hrubego znajdują się kolejno turnie, przełęcze i przełączki (wytłuszczono nazwy najwybitniejszych wzniesień i przełączek w grani):
- Hruby Wierch (Hrubý vrch, 2429 m n.p.m.),
- Zadnia Teriańska Szczerbina (Zadná terianska štrbina, 2372 m),
- Zadnia Teriańska Turnia (Zadná Terianska veža, 2381 m),
- Teriańska Przełęcz Wyżnia (Vyšné terianske sedlo, 2343 m) – łatwo dostępna z doliny Niewcyrki, pierwsze wejście: Ignacy Król i Eugeniusz Panek, 1 września 1906 r.,
- Zadnia Niewcyrska Turnia (Zadná nefcerská veža, 2362 m),
- Zadnia Niewcyrska Szczerbina (Zadná nefcerská štrbina, 2351 m),
- Pośrednia Niewcyrska Turnia (Prostredná nefcerská veža, 2364 m),
- Pośrednia Niewcyrska Szczerbina (Prostredná nefcerská štrbina, 2344 m),
- Skrajna Niewcyrska Turnia (Predná nefcerská veža, 2362 m),
- Skrajna Niewcyrska Szczerbina (Predná nefcerská štrbina, 2347 m),
- Zadnia Walowa Turnia (Zadná Valova veža, 2357 m) – o charakterystycznym wierzchołku wyglądającym jak poziomo ułożony grzebień złożony z niewielkich zębów,
- Zadnia Walowa Ławka (Zadná Valova lávka, 2329 m),
- Pośrednia Walowa Turnia (Prostredná Valova veža, 2355 m),
- Pośrednia Walowa Ławka (Prostredná Valova lávka, 2346 m),
- Skrajna Walowa Turnia (Predná Valova veža, 2364 m),
- Skrajna Walowa Ławka (Predná Valova lávka, 2330 m),
- Wielka Teriańska Turnia (Terianska veža, 2375 m) – pierwsze wejście: Ignacy Król, 22 lipca 1907 r.,
- Skrajna Teriańska Szczerbina (Predná terianska štrbina, 2346 m),
- Skrajna Teriańska Turnia (Predná Terianska veža, 2357 m),
- Teriańska Przełęcz Niżnia (Nižné terianske sedlo, 2313 m) – szeroka i trawiasta przełęcz, łatwo dostępna z doliny Niewcyrki,
- Zadnia Bednarzowa Turnia (Zadná Bednárova veža, 2358 m) – pierwsze wejście z doliny Niewcyrki: Włodzimierz Boldireff i Stanisław Porębski, 3 sierpnia 1905 r.,
- Bednarzowe Wrótka (2338 m),
- Bednarzowa Kopka (2350 m),
- Zadnia Bednarzowa Ławka (Zadná Bednárova lávka, 2333 m),
- Pośrednia Bednarzowa Turnia (Prostredná Bednárova veža, 2352 m) – pierwsze wejście: Ksawery Gnoiński i Wojciech Bednarz, 1889,
- Pośrednia Bednarzowa Ławka (Prostredná Bednárova lávka, 2332 m),
- Skrajna Bednarzowa Turnia (Predná Bednárova veža, 2358 m),
- Skrajna Bednarzowa Ławka (Predná Bednárova lávka, 2295 m),
- Zadnia Garajowa Turnia (Zadná Garajova veža, 2349 m),
- Zadnia Garajowa Ławka (Zadná Garajova lávka, 2307 m),
- Pośrednia Garajowa Turnia (Prostredná Garajova veža, 2322 m),
- Pośrednia Garajowa Ławka (Prostredná Garajova lávka, 2260 m),
- Skrajna Garajowa Turnia (Predná Garajova veža, 2272 m),
- Skrajna Garajowa Ławka (Predná Garajova lávka, 2218 m),
- Garajowa Strażnica (Hrubá kopa, 2233 m)[6][4].

Nazwę turniom i przełęczom nadał Witold Henryk Paryski w 8 tomie przewodnika wspinaczkowego, dwie nazwy dodał Władysław Cywiński w 2008 r.. Nazwy podrzędnych turni i przełęczy w Grani Hrubego zostały na ogół zaczerpnięte od położonej w pobliżu doliny Niewcyrki, Teriańskich Stawów i Dolinki Garajowej. Dla upamiętnienia przewodnika Jędrzeja Wali starszego, który jako pierwszy najdokładniej przemierzył okolice Hrubego Wierchu, nadano nazwę kilku turniom i przełęczom – Walowe Turnie i Walowe Ławki. Nazwa Bednarzowych Turni pochodzi od nazwiska przewodnika Wojciecha Bednarza, który jako pierwszy umożliwił wejście turyście na jedną z turni Grani Hrubego – Pośrednią Bednarzową Turnię. 

## Taternictwo
W Grani Hrubego jest bardzo wiele dróg wspinaczkowych o zróżnicowanym stopniu trudności. Oddalenie od schronisk powoduje, że wspinanie się tutaj stanowi poważny problem kondycyjno-logistyczny. Z tego też powodu rejon ten wśród taterników nie należy do popularnych. Niewcyrka jest obszarem ochrony ścisłej i wspinanie od jej strony jest zabronione.
Przejście Grani Hrubego ma charakter wspinaczkowy (trudności minimum II przy wyborze najłatwiejszych i niełatwych do odszukania wariantów) i wymaga obycia w bardzo trudnym orientacyjnie terenie (jest więc niedostępne dla turystów – brak oznakowanych szlaków turystycznych). Wśród taterników najbardziej popularne jest przejście w kierunku od Hrubego Wierchu do Garajowej Strażnicy.
Pierwsze przejścia grani:
- od Teriańskiej Przełęczy Niżniej do Garajowej Strażnicy – Józef Bajer, Stanisław Konarski, Ignacy Król, 4 sierpnia 1906 r.,
- od Teriańskiej Przełęczy Wyżniej do Teriańskiej Przełęczy Niżniej – Ignacy Król, Władysława Panek-Jankowska, Józef Jankowski, Kazimierz Firganek, 22 lipca 1907 r.,
- zejście z Hrubego Wierchu na Teriańską Przełęcz Wyżnią – Paweł Bester, Walery Goetel, Mieczysław Świerz, 28 lipca 1908 r.,
- przejście całej Grani Hrubego – Roman Komarnicki, Roman Kordys, Jerzy Maślanka, 29 lipca 1910 r.[6]

Bardzo znany satyryczny opis przejścia tej grani dał Ferdynand Goetel w opowiadaniu-humoresce: Wycieczka, jak się o niej nie pisze (pierwsza publikacja w „Taterniku” nr 3 z 1912 r., wielokrotnie przedrukowywane).